# Muhammad Ali Hajsam
Muhammad Ali Hajsam (arab. محمد علي هيثم; ur. 1940 w Dasina, zm. 10 lipca 1993) – polityk południowojemeński, premier Jemenu Południowego od 23 czerwca 1969 do 2 maja 1971.
Początkowo pracował jako nauczyciel. Po uzyskaniu w 1967 niepodległości przez Jemen Południowy został ministrem spraw wewnętrznych. Po tym, jak w czerwcu 1969 prezydent Kahtan Muhammad asz-Szabi zdymisjonował go ze stanowiska po kłótni, zdecydował się poszukać oparcia w armii, gdzie miał duże poważanie.
Marksistowska bojówka paramilitarna wewnątrz Narodowego Frontu Wyzwolenia (późniejszej Jemeńskiej Partii Socjalistycznej) 22 czerwca 1969 dokonała bezkrwawego zamachu stanu. Salim Rubaj Ali zastąpił Kahtana Muhammada asz-Szabiego na stanowisku prezydenta, a Muhammad Ali Hajsam został nowym premierem w miejsce Fajsala asz-Szabiego. W grudniu 1969 został członkiem trzyosobowej Rady Prezydenckiej, w której był wiceprzewodniczącym. Od stycznia 1971 pełnił funkcję ministra spraw zagranicznych. Za jego kadencji Jemen Południowy przyjął bardziej lewicową orientację, ograniczając kontakty ze Stanami Zjednoczonymi i uznając Niemiecką Republikę Demokratyczną.
Po niespełna dwóch latach zrezygnował ze stanowiska premiera i wyjechał do Egiptu, a jego następcą został Ali Nasir Muhammad.
Założył następnie Zjednoczony Front Jemenu, ruch polityczny sprzeciwiający się socjalistycznemu reżimowi w Jemenie Północnym. Powrócił do kraju dopiero po jego zjednoczeniu w 1990. Wspomógł organizację demokratycznych wyborów parlamentarnych w kwietniu 1993. W maju został ministrem spraw społecznych i pracy, jednak zmarł miesiąc później.